# Yōkyoku

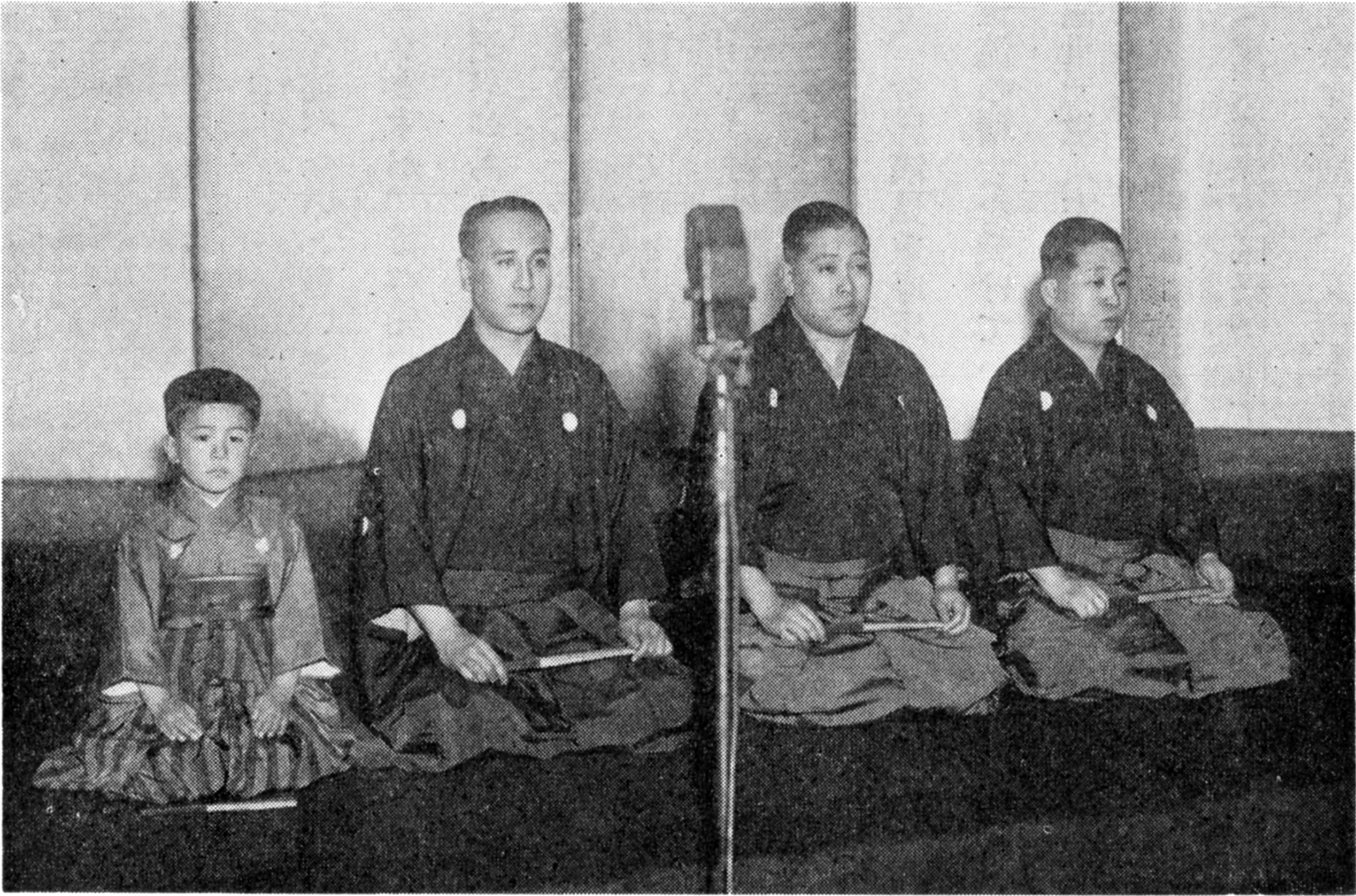
Radiodiffusion de yōkyoku dans les années 1930.

Le yōkyoku (謡曲), aussi appelé utai (謡), est une partie intégrante du théâtre traditionnel nô au Japon. Le nom fait référence à la partie vocale de la musique associée au théâtre nô classique. Le yōkyoku est chanté par le chœur et rarement par les autres acteurs. Il est généralement composé de références à des textes classiques ou sutras bouddhistes et est composé en groupes de cinq et sept syllabes.
Ces vocalisations, ainsi que la performance des instruments d'accompagnement, aident à produire une multitude de sons surnaturels et célestes qui sont intrinsèques au genre de musique nô.
Il existe deux styles de base :        
- kotoba : paroles/discours soutenu ;
- fushi : mélodie.